# Euproctis semisignata
Euproctis semisignata är en fjärilsart som beskrevs av Walker 1865. Euproctis semisignata ingår i släktet Euproctis och familjen tofsspinnare. Inga underarter finns listade i Catalogue of Life.